# يوجين تيري بلانش
كان يوجين ني تيري بلانش (31 يناير 1941 – 3 أبريل 2010) قوميًا أفريقانيًا أسس وتزعم حركة المقاومة الأفريقانية (AWB). وقبل تأسيس حركة المقاومة الأفريقانية، عمل تيري بلانش ضابطًا في شرطة جنوب أفريقيا، وكان مزارعًا، وكان مرشحًا غير ناجح لحزب الوطنية المستعادة (الحزب الوطني المعاد تكوينه) للمنصب المحلي في ترانسفال. كان شخصية بارزة في رد الفعل اليميني ضد انهيار نظام الفصل العنصري. استمرت معتقداته وفلسفته في التأثير بين المتفوقين البيض في جنوب أفريقيا وحول العالم.
تحت حكم تيري بلانش، وعدت حركة المقاومة الأفريقانية باستخدام العنف للحفاظ على حكم الأقلية، معارضة أي تنازلات مقدمة إلى المؤتمر الوطني الأفريقي - وهي منظمة وصفها مؤيدو حركة المقاومة الأفريقانية مرارًا وتكرارًا لالإرهابيين الماركسيين - وقد اكتسب سمعة سيئة بسبب اقتحام مركز التجارة العالمي كمبتون بارك أثناء المفاوضات الثنائية في عام 1993. كما اشتبك الموالون لحركة المقاومة الأفريقانية مع قوات الأمن في جنوب أفريقيا في معركة فينترسدورب، وهي مناوشة دامية عام 1991 فتحت خلالها الشرطة النار على حشد من البيض لأول مرة منذ تمرد راند، مما أسفر عن مقتل ثلاثة أفريكانيين. ومباشرة قبل أول انتخابات متعددة الأعراق في جنوب أفريقيا، ارتبط أتباع تيري بلانش بعدد من التفجيرات والاغتيالات التي استهدفت الحزب الشيوعي الجنوب أفريقي؛ شارك مسلحون كوماندوس حركة المقاومة الأفريقانية في أزمة بوفوثاتسوانا عام 1994.
قضى تيري بلانش ثلاث سنوات في سجن رويجروند بتهمة الاعتداء على عامل محطة بنزين ومحاولة قتل حارس أمن أسود حوالي عام 1996. أطلق سراحه في يونيو 2004. وفي 3 أبريل 2010، تعرض للضرب حتى الموت في مزرعة فينترسدورب، على يد اثنين من موظفيه حسبما زُعم. اقترح الأفريكانيون المحافظون أن القتل كان جزءً من نمط أكبر من غزوات المزارع في جنوب أفريقيا.

## الخلفية
حارب جد تيري بلانش كمتمرد في كيب من أجل قضية البوير في حرب البوير الثانية، بينما كان والده مقدمًا في قوة دفاع جنوب أفريقيا وقائدًا لقوات الكوماندوز المحلية.
كان سلف اسم تيري بلانش (يمكن ترجمته إما «الأرض البيضاء» أو «الأرض البيضاء» بالفرنسية) في المنطقة لاجئًا فرنسيًا من هوغونوتيون في Terreblanche Estienne من تولون (بروفنس)، وقد وصل إلى كيب عام 1704، هاربًا الاضطهاد ضد البروتستانت في فرنسا. احتفظ اسم تيري بلانش بشكل عام بالتهجئة الأصلية مع أن التهجئات الأخرى تشمل Terre'Blanche وTerre Blanche وTerblanche وTerblans.
ولد تيري بلانش في مزرعة في ترانسفال بلدة فينترسدورب في 31 يناير 1941، وحضر مدرسة مدرسة ابتدائية فينترسدروب الابتدائية والمدرسة الثانوية في بوتشيفستروم من التحاقه بالكلية في عام 1962. وأثناء وجوده في المدرسة، أعطى تعبيرًا مبكرًا عن ميوله السياسية من خلال تأسيس المنظمة الثقافية Jong Afrikanerharte (القلوب الأفريقانية الشابة).
انضم تيري بلانش إلى شرطة جنوب أفريقيا، وعمل في البداية في جنوب غرب أفريقيا (ناميبيا الحالية)، والتي تم منحها لجنوب أفريقيا بموجب تفويض من عصبة الأمم بعد الحرب العالمية الأولى. وعند عودته إلى جنوب أفريقيا، أصبح ضابط صف في وحدة الحراسة الخاصة التي تم تعيينها لأعضاء مجلس الوزراء.

## الحياة السياسية

### حزب الوطنية المستعادة
خلال أواخر الستينيات من القرن الماضي، عارض تيري بلانش بشكل متزايد ما أسماه «السياسات الليبرالية» لبي جيه فورستر، رئيس وزراء جنوب أفريقيا آنذاك. وبعد أربع سنوات من الخدمة في شرطة جنوب أفريقيا، استقال لممارسة مهنة في السياسة، حيث ترشح لمنصب محلي في هايدلبرغ دون جدوى كعضو في حزب الوطنية المستعادة اليميني المتطرف.

### حركة المقاومة الأفريقانية
بخيبة أمل من السبل الراسخة للمشاركة السياسية، أسس تيري بلانش حركة المقاومة الأفريقانية (AWB) في هايدلبرغ مع ستة أفراد آخرين في عام 1973. بعد أن كانت في البداية جمعيةً سرية، ظهرت حركة المقاومة الأفريقانية لأول مرة على الساحة العامة بعد اتهام أعضائها وتغريمهم فيما يتعلق بتقطير وريش فلورز فان جارسفيلد، وهو أستاذ تاريخ سبق أن أعرب علنًا عن رأي مفاده أن يوم النذر، لم يكن عطلة دينية رسمية في ذكرى معركة نهر الدم أكثر من كونه مجرد حدث علماني بالكاد يوجد له أي مرجعية حقيقية في التاريخ. ومع أن تيري بلانش قد أعرب لاحقًا عن أسفه فيما يتعلق بالحادث عند الإدلاء بشهادته أمام لجنة الحقيقة والمصالحة، فقد اقترح أن قناعاته المتعلقة بقدسية يوم النذر قد تجعل أفعاله أكثر قابلية للفهم. في السنوات التي تلت ذلك، غالبًا ما أثارت خطابات تيري بلانش في التجمعات العامة معركة نهر الدم، وقد أكسبته مهاراته الخطابية دعمًا كبيرًا بين الجناح اليميني الأبيض في جنوب أفريقيا. ادعى حركة المقاومة الأفريقانية أنه ضم 70,000 عضوًا في أوج شهرته. في سبتمبر 1977، ذكرت صحيفة يوهانسبرغ العالم أنه تم التحقيق مع تيري بلانش بتهمة ممارسة البهيمية على عدد من حيوانات الأدغال الأفريقية.
طوال الثمانينيات، واصل تيري بلانش تقديم نفسه وحزب حركة المقاومة الأفريقانية كبديل لكل من الحكومة التي يقودها الحزب الوطني وحزب المحافظين، وظل يعارض بشدة سياسات إصلاح بيتر ويليم بوتا لإنشاء المزيد من الفرق البرلمانية لغير البيض، وإن كانت لا تزال منفصلة، ومنح حق الاقتراع للملونين والجنوب أفريقيين من أصل هندي. كان أقوى دعم للمنظمة في المجتمعات الريفية في شمال جنوب أفريقيا، مع وجود عدد قليل من المؤيدين في المناطق الحضرية حيث كان أتباعه محصورين إلى حد كبير على الأفريكانيين ذوي الدخل المتوسط والمنخفض.

#### نهاية الفصل العنصري
اعتبر تيري بلانش نهاية الفصل العنصري بمثابة استسلام للشيوعية، وهدد بحرب أهلية واسعة النطاق إذا سلم الرئيس فريديريك ويليم دي كليرك السلطة إلى نيلسون مانديلا والمؤتمر الوطني الأفريقي. وعندما عقد دي كليرك اجتماعًا في مدينة فينترسدورب مسقط رأس تيري بلانش في عام 1991، قاد تيري بلانش احتجاجًا، واندلعت معركة فينترسدورب بين حركة المقاومة الأفريقانية والشرطة، مما أسفر عن مقتل عدد من الأشخاص. ادعى تيري بلانش أن إطلاق النار توقف حينما وقف بين الشرطة وحركة المقاومة الأفريقانية وطالب بوقف إطلاق النار. اتهم تيري بلانش الرئيس دي كليرك بالتحريض على أعمال الشغب لتحقيق مكاسب سياسية.
وفي محاولة لتعطيل عملية التفاوض في عام 1993، قاد تيري بلانش غزوًا مسلحًا لمركز التجارة العالمي في كمبتون بارك بينما كانت مفاوضات إنهاء الفصل العنصري في البلاد جارية. وبعد تقديم مذكرة شكوى إلى وزير الحزب الوطني رويلف ماير وداوي دي فيلييه وبعد الاتفاق على عدم إجراء أي اعتقالات، انسحبت حركة المقاومة الأفريقانية من المبنى. في ذلك المساء، تم القبض على عدد من قادة حركة المقاومة الأفريقانية الذين تم تحديدهم وسجن زوجاتهم في سويتو، بشكل منفصل عن أزواجهن. تم تعيين الجنرال فلاكبلاس كرابيس إنجلبريخت لبدء تحقيق.
ادعى تيري بلانش أنه توصل مع لوكاس مانجوب رئيس موطن تسوانا ذي الأغلبية العرقية في بوبوتتسوانا إلى «اتفاق متبادل» في 17 فبراير 1992 لمساعدة بعضهما في «حالة التهديد الشيوعي». في 4 مارس 1994 أعلن مانجوب أن بوبوتتسوانا لن تشارك في الانتخابات العامة لجنوب أفريقيا في محاولة للحفاظ على استقلال بوبوتتسوانا عن جمهورية جنوب أفريقيا. حاول وزير العدل في بوبوتتسوانا، غودفري موثيبي، عبثًا إقناع مانجوب بالمشاركة في الانتخابات، لكنه اتهم بعد ذلك حزب المؤتمر الوطني الأفريقي بتدبير التمرد، والذي ساعده الموقف الذي اتخذه وزير خارجية جنوب أفريقيا، بيك بوتا. تم نقل الآلاف من أنصار حزب المؤتمر الوطني الأفريقي بالحافلات من خارج بوبوتتسوانا لدعم الانتفاضة الشعبية. ادعى تيري بلانش وجود مؤامرة من خلال الاستشهاد بـ«خطة من ثلاث خطوات» من قبل المؤتمر الوطني الأفريقي في محاولة لزعزعة استقرار بوبوتتسوانا، والتي تضمنت تسلل الحزب لشرطة وجيش بوبوتتسوانا. ومع ذلك، زعم مرشح حزب المؤتمر الوطني الأفريقي عن الإقليم الشمالي الغربي، بوبو موليفي، أن حزب المؤتمر الوطني الأفريقي كان يدعم شعب بوبوتتسوانا فقط بعد أن أصبح واضحًا أن حرياتهم السياسية كانت محدودة.[بحاجة لمصدر] 
تمت هزيمة حركة المقاومة الأفريقانية لاحقًا أثناء غزوها بوبوتتسوانا لدعم الزعيم الاستبدادي لبانتوستان في عام 1994 ولم يتابع تيري بلانش تهديداته السابقة بالحرب.
ادعى تيري بلانش أنه قد تواصل شخصيًا مع مانجوب في 10 مارس 1994، قبل حشد رجاله لحماية العاصمة ماباثو من النهب والاضطرابات. استقبل ضباط قوة دفاع بوبوتتسوانا في البداية ميليشيا حركة المقاومة الأفريقانية «بفرح ومفاجأة كبيرين». (Vuur en Verraad ، Arthur Kemp) تجمعت ميليشيا حركة المقاومة الأفريقانية في حظيرة مطار في ماباثو، حيث كان من المقرر تزويدهم بحصص الإعاشة والأسلحة النارية. أمر تيري بلانش رجاله بإزالة شارات حركة المقاومة الأفريقانية الخاصة بهم بناءً على طلب قوة دفاع بوبوتتسوانا. وأثناء بقائهم في الحظيرة، بدأ فصيل مجهول ومستقل يحمل شعارات حركة المقاومة الأفريقانية بإطلاق النار بشكل عشوائي على الجمهور. خلص تيري بلانش إلى أن أجهزة المخابرات في جنوب أفريقيا ربما تكون قد أقامت إطلاق النار من أجل تشويه سمعة حركة المقاومة الأفريقانية، حيث بثت وسائل الإعلام لقطات لشعارات الأفراد، لكنها لم تعلن عن هويتهم. بدأت شرطة بوبوتتسوانا بشكل منهجي في إزالة وسائل الإعلام من المواقع الإستراتيجية، وتم استبدال الازدراء بالضيافة الأولية التي ظهرت لميليشيا حركة المقاومة الأفريقانية. وعندما سقطت بوفوثاتسوانا في حالة من الفوضى الكاملة، انسحبت حركة المقاومة الأفريقانية.

### فيلم وثائقي عام 1991 وقضية تشهير
كان تيري بلانش موضوع الفيلم الوثائقي التلفزيوني القائد وسائقه وزوجة السائق (1991)، من إخراج المخرج البريطاني نيك برومفيلد.
في عام 1988، تعرضت حركة المقاومة الأفريقانية للفضيحة عندما ظهرت ادعاءات بوجود علاقة غرامية مع الصحفية جاني آلان. وفي يوليو 1989، قامت كورنيليوس لوترينج، وهي عضو في مجموعة وسام الموت المنشقة، بتدبير محاولة اغتيال فاشلة لحياة آلان عبر وضع قنبلة خارج شقتها في ساندتون.
زعم الفيلم الوثائقي لبرومفيلد أن تيري بلانش كان على علاقة بالصحفية التي أجرت مقابلة معه لصحيفة صنداي تايمز الجنوب أفريقية؛ وهو تأكيد نفته الصحفية في الفيلم الوثائقي. أدى ذلك إلى اتخاذ آلان إجراءات تشهير ضد مذيع وثائقي القناة الرابعة البريطانية في عام 1992 في المحكمة العليا في لندن. خلال جلسات المحكمة، ظهرت العديد من محاضر علاقتهما الجنسية المزعومة في الصحافة الجنوب أفريقية والبريطانية. قدم تيري بلانش إفادة تحت القسم إلى محكمة لندن ينفي فيها أنه كان على علاقة مع آلان. وفي مقابلة نادرة مع صحيفة الأحد الأفريقانية، التقرير، نددت زوجته مارتي تيري بلانش بالشائعات. ومع أن القاضي وجد أن مزاعم القناة الرابعة لم تشوه سمعة آلان، إلا أنه لم يحكم فيما إذا كانت هناك علاقة غرامية أم لا. نشرت صحيفة الأعمال فايننتشال مايل الجنوب أفريقية قصة رئيسية في 6 أغسطس توضح بالتفصيل النظرية القائلة بأن دي كليرك قد نسق قضية التشهير لتشويه سمعة تيري بلانش والحركة اليمينية المتطرفة في جنوب أفريقيا. واصلت آلان رفض هذه المزاعم.

### العفو
بعد نهاية الفصل العنصري، سعى تيري بلانش وأنصاره للحصول على العفو عن اقتحام مركز التجارة العالمي، و«معركة فينترسدورب»، وغيرها من الأعمال. أصدرت لجنة الحقيقة والمصالحة عفوًا.

### السنوات اللاحقة
في عام 2004، حصل على المركز 25 في قائمة SABC3 لعظماء جنوب أفريقيا، وهي قائمة تضم 100 شخصية من جنوب أفريقيا. أدى الجدل حول القائمة إلى قيام هيئة الإذاعة الجنوب أفريقية بإلغاء المسلسل التلفزيوني.
تعرض تيري بلانش للسخرية كثيرًا بعد أن تم تصويره وهو يسقط عن حصانه خلال عرض عسكري في بريتوريا. وبعد مقتله، قالت SABC المملوكة للدولة في نشرة الأخبار المسائية إنه سيُذكر مثل «فارسٍ فاشل». زعم تيري بلانش أن وسائل الإعلام لم تظهر سوى جزء من السقوط وأوضح أن اللقطات غير المحررة للحادث ستظهر أن الحصان قد انزلق. كما اتهم وسائل الإعلام بازدواجية المعايير في التغطية عندما امتدحت مبهازيما شيلوا عندما سقط من فوق حصانه، لكنه سرعان ما أعاد صعوده على حصانه.
تم بث فيلم برومسفيلد وهو تكملة لفيلمه الوثائقي عام 1991، نفسه البيضاء الكبيرة، لأول مرة في فبراير 2006. تمت مقابلة تيري بلانش أيضًا بواسطة لويس ثيروكس في الحلقة 3.3 «انفصاليي البوير» من سلسلة بي بي سي عطلات نهاية الأسبوع الغريبة من لويس ثيروكس، وتم وصفه خلال الحلقة من خلال حديث ثيروكس إلى أحد المتابعين السابقين لتيري بلانش بأنه «معاد جدًا، وعنصري بشدة».
في مارس 2008، أعلنت حركة المقاومة الأفريقانية عن إعادة تنشيط الحزب السياسي لأسباب «شعبية»، مشيرةً إلى تشجيع الجمهور. تُعزى أسباب العودة بشكل أساسي إلى الهجمات على المزارعين التجاريين من عرقية البوير، وأزمة الكهرباء، والفساد في الإدارات الحكومية وتفشي الجريمة. كان من المقرر أن يكون تيري بلانش، طوال أبريل عام 2008، متحدثًا في عدة تجمعات لحركة المقاومة الأفريقانية، بما في ذلك فرايبورغ وميدلبيرغ ومبومالانجا وبريتوريا.
كان تيري بلانش يدعو إلى «جمهورية أفريكانية حرة»، وتعهد بنقل حملته إلى محكمة العدل الدولية التابعة للأمم المتحدة في لاهاي في محاولة لتأمين ذلك. كما فضل اختيار مساحات كبيرة من الأراضي التي تم شراؤها من العرق السوازي في الجزء الشرقي من جمهورية جنوب أفريقيا، وأخرى من الزولو في شمال ناتال، وغيرها، بالإضافة إلى أجزاء غير مأهولة إلى حد كبير من المناطق الداخلية التي تمت تسويتها بواسطة Voortrekkers. في يونيو 2008، تم الإعلان عن إطلاق الجناح الشبابي لحركة المقاومة الأفريقانية وأن تيري بلانش سيكون العضو المؤسس له.
في مقابلة بالفيديو في عام 2008، اعترض على اقتراح لتغيير شعار Springbok لمنتخب جنوب أفريقيا لاتحاد الرغبي، حيث ذكر أنه يمكن استبدال شعار Springbok بإمبالا أو كودو للفرق الرياضية التي تمثل جمهورية أفريقيا الجديدة.
في سبتمبر 2009، ألقى كلمة في مؤتمر لمدة 3 أيام حضره 300 أفريكاني كان يهدف إلى تطوير إستراتيجية «لتحرير البوير». عزز تيري بلانش المطالبات السابقة للأراضي في شمال ناتال وشرق ترانسفال. في أكتوبر 2009، حددت عدة مجموعات يمينية بقيادة تيري بلانش خططها المستقبلية في اجتماع فينترسدورب. وفي مقابلة مع مايل آند غارديان، قال إنه يريد توحيد 23 منظمة تحت مظلة واحدة، من أجل نقل معركة «الأفريكانيين الأحرار» إلى محكمة العدل الدولية مثلما تعهد.
في مقابلة مع مايل آند غارديان، صرح بأنه سينشر سيرته الذاتية، Blouberge van Nimmer (الجبال الزرقاء منذ زمن طويل)، في ديسمبر 2009. كانت السيرة الذاتية جاهزة للطباعة وقت وفاته ونُشرت تحت اسم «قصتي»، مثلما رويت للمؤلف عاموس فان دير ميروي. تم تقديم شكوى في ديسمبر 2009 إلى لجنة جنوب أفريقيا لحقوق الإنسان بشأن التعليقات المثيرة التي زُعم أنه أدلى بها.

## الإدانة والحكم بالسجن
في 17 يونيو 2001، حُكم على تيري بلانش بالسجن ست سنوات، قضى منها ثلاث سنوات، بتهمة الاعتداء على جون ندزيما، عامل محطة وقود، ومحاولة قتل حارس الأمن بول موتشابي، في عام 1996. نفى تيري بلانش كلا الاتهامات. ولكونه أحد ثلاثة بيض فقط في سجن رويجروند بالقرب من ماهيكينغ، فقد ادعى خلال الفترة التي قضاها في السجن أنه ولد مسيحيًا من جديد وكان يدير العديد من وجهات نظره العنصرية.

### الاعتداء على ندزيما
وقع الاعتداء على ندزيما بعد مواجهة بسبب شهادة ندزيما ضد صبيين أبيضين اقتحما صيدلية في فينترسدورب. قال تيري بلانش إنه تجادل فقط مع ندزيما بعد السطو، وشكك في مزاعم ندزيما بأنه رأى اللصوص. وفقًا لتيري بلانش، فقد انفصل كلبه أثناء الجدل وطارد ندزيما. طلب تيري بلانش من النيابة العامة شرح سبب عدم وجود دم على جسده بعد الاعتداء المزعوم. وقد زعم أن قضية وهمية أقيمت ضده من أجل «دفن العنصر المحافظ من القومية الأفريقانية في قبر الظلم السطحي». رفضت المحكمة ادعاءاته، وخلصت إلى أن تيري بلانش قد اعتدى على ندزيما كعقاب لشهادته ضد البيض. أشار تيري بلانش لاحقًا إلى أن محامي دفاعه استقال فجأة من عضوية فولكسراد التابعة لحزب المحافظين الأبيض المتطرف، وانضم إلى حزب المؤتمر الوطني الأفريقي بعد فترة وجيزة من انتهاء القضية في المحكمة.

### محاولة اغتيال موتشابي
أصيب حارس الأمن بول موتشابي بإعاقة دائمة عندما تعرض للضرب في عام 1996. لقد أصيب بالشلل والضعف الذهني بسبب تلف دماغي أصيب به في الهجوم، وتركته زوجته. كما كان واحدًا من 16 ضحية للعنف في شمال غرب جنوب أفريقيا حصلوا على منازل جديدة كجزء من حملة الحكومة الوطنية للاحتفال بستة عشر يومًا من النشاط ضد العنف ضد النساء والأطفال.
حافظ تيري بلانش أيضًا على براءته في قضية موتشابي، مشيرًا إلى أنه اكتشف أن موتشابي قد تعرض بالفعل قد للضرب في حديقة أثناء قيامه بدورية في فينترسدورب، وبعد ذلك نقله إلى المستشفى. ومع أنه لم يكن حاضرًا عندما وقع الهجوم المزعوم، فقد شهد غابرييل كغوسيمانغ، وهو موظف سابق لدى تيري بلانش، أن رب عمله السابق ضرب موتشابي مرارًا وتكرارًا على رأسه وأعلى جسده ورقبته وكتفيه بعد أن صدمه بسيارته. يذكر التقرير الطبي الرسمي إصابة واحدة فقط في الرأس.

### النزاعات اللاحقة
تم إطلاق سراح تيري بلانش في 11 يونيو 2004. واصل موقع حركة المقاومة الأفريقانية الإلكتروني الادعاء بأن هذه الاتهامات، إلى جانب الفضائح الأخرى التي تورط فيها، ملفقة من قبل «الحكومة السوداء ووسائل الإعلام اليسارية». صرح تيري بلانش لاحقًا أن شرطيًا تعرف على المهاجمين الحقيقيين لموتشابي. من المفترض أن الأسماء كانت موجودة في مظروف مختوم وتم حفظها في مكان آمن مع تعليمات تفيد بأنه سيتم الكشف عن هذه المعلومات في حالة حدوث شيء «غير طبيعي» له. لم يتم الإفراج عن هذه الأسماء بعد، رغم مقتل تيري بلانش.

## الشعر
قبل انتخابات عام 1994 متعددة الأعراق، كانت أعمال اللغة الأفريقانية لتيري بلانش مدرجة في منهج الدولة لمدارس ناتال. وعند إطلاق سراحه من السجن، اقتبس قصيدة ويليام ووردزوورث «تجولت وحيدا كسحابة». كان تيري بلانش قد أصدر سابقًا قرصًا مضغوطًا لمجموعته الشعرية وآخر قرص DVD. تم تسمية قرص DVD باسم "Inktrane"، والذي تمت ترجمته مباشرة إلى اللغة الإنجليزية باسم «دموع الحبر». تم إصدار قرص DVD هذا من خلال 11.3% Motion Pictures (Pty) Ltd.

## القتل
قُتل تيري بلانش، الذي عاش في غموض نسبي منذ انهيار منظمته، في مزرعته فيلانا، خارج فينترسدورب، في 3 أبريل 2010 حينما تعرض للضرب حتى الموت على أيدي رجال سود بالأنابيب و (المناجل) أثناء قيلولته. تم العثور على جثته على سريره مع إصابات في الوجه والرأس.
دعا رئيس جنوب أفريقيا جاكوب زوما، الذي أعقب بيانًا ليليًا في خطاب متلفز إلى الهدوء و«القيادة المسؤولة» بعد جريمة القتل، واصفًا إياها بـ«العمل الفظيع». كما وصف القاتل بأنه «جبان». ترددت كلمات زوما من قبل حركة المقاومة الأفريقانية والمنظمات بما في ذلك AfriForum والتضامن. زار وزير الشرطة ناثي مثثوا، ومفوض الشرطة بيكي سيلي، ومسؤولون شرطة رفيعو المستوى، وسياسيون، عائلة تيري بلانش في فينترسدورب في صباح اليوم التالي للقتل للتعبير عن تعاطفهم مع العائلة.
اعتُقل رجلان هما كريس ماهلانجو، 28 سنة، وباتريك ندلوفو، 15 سنة. كلاهما كانا موظفين في مزرعة تيري بلانش. وجهت إليهما تهمة القتل العمد، وأفرج عن أحدهما بكفالة. أخبرت بيا ابنة تيري بلانش وسائل الإعلام أن العاملين لم يتقاضوا أجرًا لشهر مارس لأن والدها لم يتمكن من ترتيب معاملاته المصرفية قبل عطلة عيد الفصح، وأنه تم إجراء ترتيب للدفع لهما بعد عطلة نهاية الأسبوع. كما ذكرت أنه كان يتمتع بعلاقة جيدة مع موظفيه، والتي تعززت من خلال عملهم مع الحيوانات في المزرعة.

### العواقب
أثار إعلان كريس ماهلانجو لعمال زراعيين آخرين أنه «رئيسهم الآن» الشكوك في أن الدافع وراء القتل سياسي. وقعت جريمة القتل وسط جدل عرقي في جنوب أفريقيا شمل غناء أغنية لزعيم حزب المؤتمر الوطني الإفريقي للشباب جوليوس ماليما، والتي تضمنت كلمات «أطلق النار على بوير» ("دوبول إبهونو"). أعلن حزب المؤتمر الوطني الأفريقي، الذي دافع في السابق عن حقه في غناء الأغنية، أنه سينظر في تعليق غناء الأغنية بعد جريمة القتل لصالح الوحدة الوطنية. قالت زعيمة التحالف الديمقراطي هيلين زيلي إن جريمة القتل ستؤجج التوترات في جنوب أفريقيا. نفى ماليما أن تكون للأغنية أي علاقة بالقتل، ودافع عن غنائه لها قائلًا إنه «مستعد للموت»، وأنه لم يكن خائفًا من البوير، في إشارة إلى التهديدات، التي تراجعت لاحقًا، من انتقام تيري بلانش. أعلن قادة حزب المؤتمر الوطني الأفريقي في وقت لاحق فرض حظر مؤقت على غناء الأغنية.
حضر الآلاف جنازة تيري بلانش، التي عقدت ظهر يوم 9 أبريل 2010 في كنيسة فينترسدورب البروتستانتية. في وقت لاحق من نفس اليوم، تم دفنه في مزرعته.
ارتبط مقتل تيري بلانش بالهجمات على المزارعين في جنوب أفريقيا.

### قضية في المحكمة
مثل المشتبه بهما أمام المحكمة في فينترسدروب في 6 أبريل 2010 وسط مشاهد مشحونة وعنصرية، وقد اتهما بالقتل والسرقة وجريمة إلا مضاره، لإذائهما كرامة تيري بلانش من خلال خلع سرواله بعد قتله. تراجعت حركة المقاومة الأفريقانية عن دعوات سابقة للانتقام لمقتل زوما حيث دعا زوما للسلام. ومع ذلك، دعم أعضاء حزب المؤتمر الوطني الأفريقي المتهمين من خلال الحضور إلى المحكمة بأعداد كبيرة وغناء الأغاني الثورية. كما حضر أنصار تيري بلانش إلى المحكمة، وهم يغنون النشيد الوطني السابق لجنوب أفريقيا،«نداء جنوب أفريقيا».
في 22 مايو 2012، أدين كريس ماهلانجو البالغ من العمر 29 عامًا بارتكاب جريمة القتل وحكم عليه بالسجن مدى الحياة. تمت تبرئة باتريك ندلوفو، الرجل الآخر المتهم في القضية، البالغ من العمر 18 عامًا، من جريمة القتل بسبب نقص أدلة الطب الشرعي رغم إدانته بالاقتحام. كلاهما دفعا ببراءتهما ورفضا الإدلاء بشهادتهما. تجمع المتظاهرون من الجانبين خارج قاعة المحكمة عند تلاوة الحكم. حكم القاضي جون هورن بأنه لا يوجد دليل على أن ماهلانجو كان يتصرف دفاعًا عن النفس، وأن القتل وقع لأسباب مالية. ومع أن ماهلانجو ادعى أنه تعرض للاغتصاب، إلا أن هورن أعلن أنه، إذا كان هذا هو الحال، فقد كان عليه أن يثير القضية على الفور، وهو ما فشل في القيام به. كما زعم أنه كان تصرف انتقامًا من تيري بلانش لأنه كان يعيش في «حالة مروعة ... لا تصلح للسُكنى»، فضلًا عن تعرضه لاستغلال الأطفال في المزرعة.

## في الثقافة الشعبية
في رواية الخيال العلمي لهاري تورتليدوف بنادق الجنوب عام 1992، تم تخيل يوجين تيري بلانش على أنه الشخصية الثانوية يوجين بلانكارد، واسمه ترجمة حرفية للغة الأفريقانية. هذه الشخصية، وهي مُؤرخة لحركة المقاومة الأفريقانية، لا تظهر مباشرة، لكن كتاباتها تُقرأ من قبل شخصيات أخرى. ظهر ملصق تيري بلانش في الدراما الأسترالية رومبر ستومبر لعام 1992 حول مجموعة من النازيين الجدد في إحدى ضواحي ملبورن.
تيري بلانش هو موضوع فيلمين وثائقيين لنيك برومفيلد. كان أولهما القائد وسائقه وزوجة السائق والآخر نفسه البيضاء الكبيرة.
أجرى لويس ثيروكس مقابلة مع تيري بلانش في عام 2000 كجزء من فيلمه الوثائقي عطلات نهاية الأسبوع حول البوير.

## روابط خارجية
- مقابلة مع مايل آند غارديان
- يوجين تيري بلانش، مقابلة عام 2006 حول المنظور الصحيح
- يوجين تيري بلانش، مقابلة عام 2007 حول المنظور الصحيح
- النعي: يوجين تيري بلانش، أخبار بي بي سي

| المناصب السياسية | المناصب السياسية                         | المناصب السياسية    |
| ---------------- | ---------------------------------------- | ------------------- |
| منصب مُستحدث      | رئيس حركة المقاومة الأفريقانية 1973–2010 | تبعه ستاين فون رونج |